# استیو فوتس
استیو فوتس (به انگلیسی: Steve Foots) (زاده ۱۴ سپتامبر ۱۹۶۸) کارآفرین، بازرگان و مدیر ارشد اجرایی بریتانیایی است، که در حال حاضر به‌عنوان مدیر عامل اجرایی شرکت کرودا اینترنشنال فعالیت می‌کند.